# Quảng Trạch (xã)
Quảng Trạch là một xã thuộc huyện Quảng Xương, tỉnh Thanh Hóa, Việt Nam.

## Địa giới hành chính
Xã Quảng Trạch nằm ở phía bắc của huyện Quảng Xương.
- Phía đông giáp thị trấn Tân Phong, huyện Quảng Xương.
- Phía nam giáp thị trấn Tân Phong và xã Quảng Hòa, huyện Quảng Xương.
- Phía tây giáp xã Quảng Yên, huyện Quảng Xương.
- Phía bắc giáp xã Đông Vinh và phường Quảng Thịnh, thành phố Thanh Hóa.

## Lịch sử hành chính
Vùng đất thuộc xã Quảng Trạch ngày nay, vào đầu thế kỉ 19 thuộc tổng Lưu Vệ, huyện Quảng Xương, phủ Tĩnh Gia, nội trấn Thanh Hóa. Đầu thế kỉ 20 thuộc tổng Vệ Yên.
Sau năm 1945, thuộc xã Xứ Nhu. Năm 1948 xã Xứ Nhu sáp nhập với xã Duy Tân thành xã Quảng Tân. Năm 1954, xã Quảng Tân chia thành hai xã Quảng Tân (mới) và Quảng Trạch, tên gọi Quảng Trạch xuất hiện từ đây.
Xã Quảng Trạch gồm có 5 làng chia thành 14 thôn:
- Làng Đa Phú: tên nôm là làng Gốm, có từ thời Lý; đầu thế kỉ 19 là thôn Đa Phú thuộc xã Mỹ Khê, tổng Lưu Vệ; hiện gồm hai thôn là Phúc 1 và Phúc 2.
- Làng Mỹ Trạch: tên nôm là làng Nách; đầu thế kỉ 19 là xã Mỹ Trạch, tổng Lưu Vệ; hiện gồm bốn thôn là Trạch 1, Trạch 2, Trạch 3 và Trạch 4.
- Làng Nhân Trạch: đầu thế kỉ 19 là thôn Nhân Trạch Đoài thuộc xã Lưu Vệ; hiện; hiện gồm một thôn.
- Làng Mỹ Khê: đầu thế kỉ 19 thuộc xã Mỹ Khê; hiện gồm ba thôn là Trạch Khê, Trạch Khang và Trạch Trung.
- Làng Câu Đồng: đầu thế kỉ 19 là các thôn Câu Đồng Nội và Câu Đồng Ngoại thuộc xã Lưu Vệ; hiện gồm bốn thôn là Trạch Câu, Trạch Đồng, Hồng 1 và Hồng 2.

## Kênh Nhà Lê
Xã Quảng Trạch nằm bên tuyến kênh Nhà Lê, là tuyến đường thủy đầu tiên trong lịch sử Việt Nam từ kinh đô Hoa Lư đến Đèo Ngang và được xem là tuyến đường Hồ Chí Minh trên sông vì những đóng góp cho các cuộc chiến tranh của người Việt.